# Park East Synagogue
De Park East Synagogue is een synagoge van de modern-orthodox Joodse gemeenschap in de wijk Upper East Side in de Amerikaanse stad New York. De synagoge is gevestigd op East 67th Street 163 en huisvest de Congregation Zichron Ephraim. Het gebouw dateert van 1890 en werd in 1983 opgenomen in de National Register of Historic Places, waardoor het de status van monument heeft verkregen. De Park East Synagogue behoort tot slechts enkele tientallen resterende Amerikaanse synagoges uit de 19e eeuw.

## Architectuur

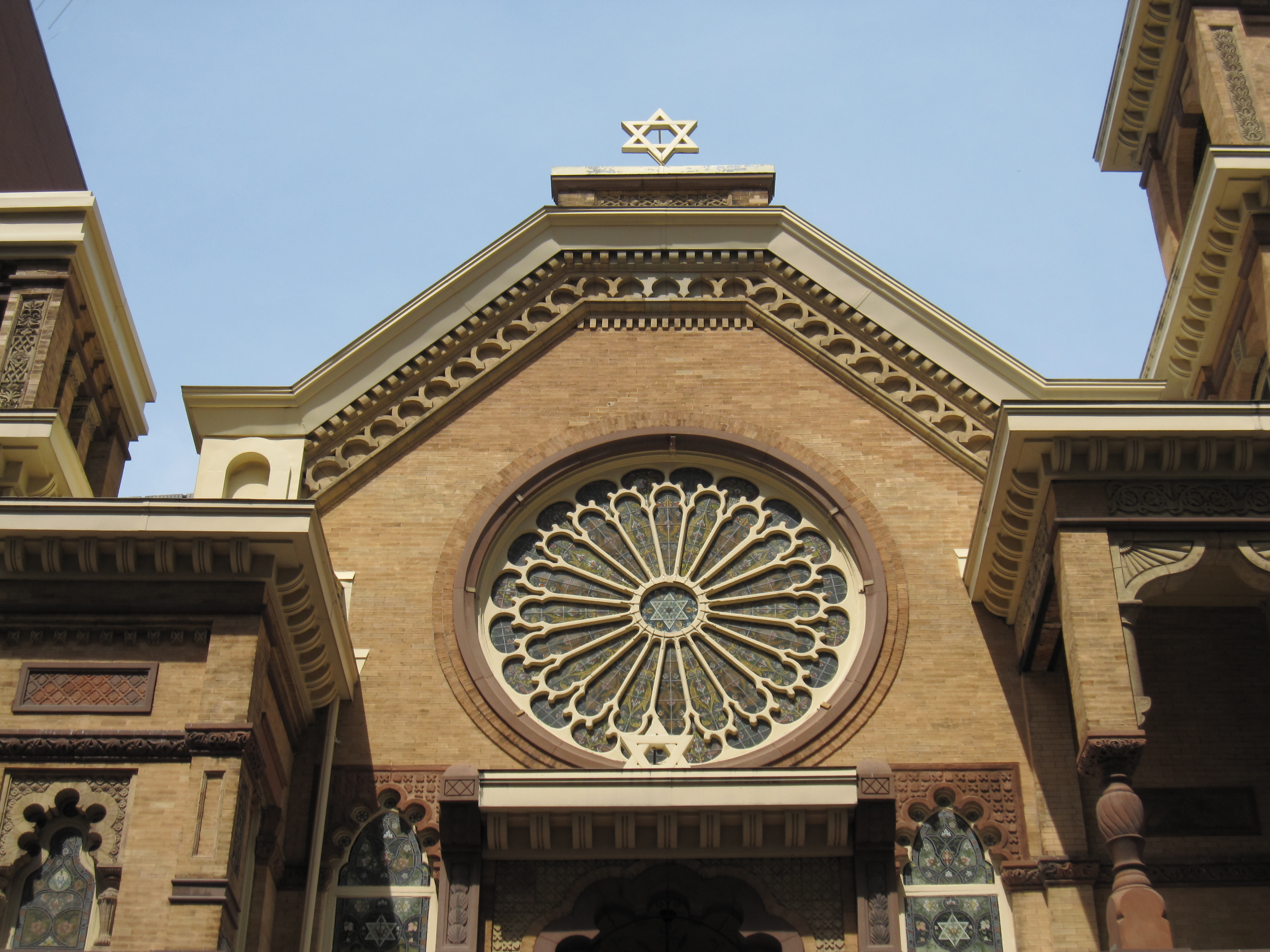
Rozetraam boven de entree (2010)

De bouw van de synagoge begon in 1889; de oplevering volgde een jaar later. Het gebouw werd ontworpen door architectenbureau[Schneider & Herter in Neomoorse stijl. Kenmerkend zijn het grote rozetraam boven de entree en de asymmetrische torens: de toren aan de rechterzijde is hoger dan die aan de linkerzijde. Van oorsprong waren beide torens voorzien van koepels, maar die zijn in de loop der tijd verwijderd. Onder het rozetraam boven de ingang is een granieten plakkaat aangebracht met daarop een couplet uit Psalm 100, in het Hebreeuws.

## Congregatie
De Congregation Zichron Ephraim werd opgericht door rabbijnen Bernard Drachman en Jonas Weil, om het orthodox jodendom te verspreiden als tegenhanger van het liberaal jodendom, dat toentertijd de overhand had in de wijk Upper East Side. Drachman leidde de congregatie tot aan zijn overlijden in 1945. In de jaren erna namen enkele tijdelijke rabbijnen de dienst waar. Op 1 september 1952 werd opnieuw een vaste rabbijn aangesteld: Zev Zahavy. Hij stond bekend als een dynamisch spreker en van vele van zijn diensten werd verslag gedaan in The New York Times. Samen met zijn echtgenote Edith, een lerares, richtte hij de Park East Day School op, een Joodse school.